# Silberhütte Altenau
Die Silberhütte Altenau war ein Verhüttungsbetrieb von Eisenerzen in Altenau, Landkreis Goslar.

## Geschichte

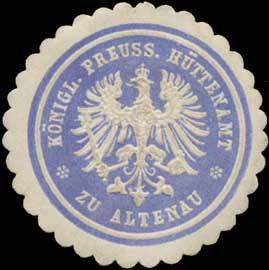
Siegelmarke der Hütte

Eine erste Hüttenanlage wird bereits im 13. Jahrhundert am Lilierwasser im heutigen Tischlertal genannt, die Erze des Goslarer Bergwerks Rammelsberg verarbeitete. Erstmals genannt wird die Hütte 1295, als der Ritter Volkmar de Goslaria die Hütte an die Sankt-Johannes-Kirche zu Goslar verkauft. Die Kirche verkaufte 1298 diese weiter an Burchard von Wildenstein. 1311 befand sich die Hütte de Altena im Besitz von Albrecht Colven. Mit der Pest kam im 14. Jahrhundert der Bergbau im gesamten Harz ins Stocken, weshalb wahrscheinlich die Hütte am Lilierwasser ihren Betrieb einstellen musste.
1540 wurden in Altenau und im Polstertal Unternehmungen zum Betrieb des Bergbaus unternommen, weshalb man auch eine neue Verhüttungsstätte brauchte. Die neue Hütte befand sich am Großen Gerlachsbach in der Rotenberger Straße, wo sich auch eine erste Siedlung befand. Diese Hütte wurde deshalb Hütte an der Abgunst genannt und verarbeitete Eisen der Bergwerke vom Polstertal. Diese Hütte sei 1590 von Ludwig Henning an Hans Hadeler übergeben worden. 1609 wurde an der Kreuzung von Altenau nach Clausthal-Zellerfeld eine neue Silberhütte errichtet, nachdem ab 1580 eine Vielzahl von Gruben in Betrieb genommen worden waren, die ihre Metalle dort schmelzen ließen.
Die Silberhütte verarbeitete jährlich 36.000 bis 40.000 Zentner Material zu 9000 Mark Silber und 20.000 Zentner Blei.
Die Obhut über die Bergwerke und die Hüttenanlage hätte dem Bergamt Clausthal zugestanden. Aufgrund der Entfernung zu Clausthal sei eine Aufsicht jedoch nicht möglich gewesen. Der Oberverwalter Christoff Sander, der vom Herzog Heinrich dem Jüngeren und Herzog Julius bestellt worden war, übertrug die Verantwortung über die Altenauer Anlagen an Pancratius Müller aus Astfeld und den Goslarer Bernhard Fromknecht.
Diese sollten laut Vertrag zwischen dem Bergamt und ihnen ab 1618 zwei Zehntel ihres Gewinnes für acht Jahre abtreten. Notwendiges Bauholz sollte durch die Oberförster zugeteilt werden. Statt eines Zehnten sollten die Betreiber 800 Gulden zahlen. Nach Ablauf der Frist von acht Jahren sollten die Besitzer das Näherrecht übertragen bekommen. Dies bedeutete, dass ihr gepfändetes Eigentum ausgelöst war.
1623 entstand unter dem Richter Claus Hänsch eine Eisenhütte mit Zerrenherd (für schlackiges Eisen), Frischfeuer (für Umschmelzungen) und Blechhammer.
Die Silberhütte wurde während des Dreißigjährigen Kriegs stillgelegt und 1691 neu aufgebaut. In der Hütte waren acht Schmelzöfen mit Rauchgewölben in Betrieb und drei Treibhütten mit jeweils Treib,- als auch Schmelzöfen. Diese Treiböfen sind 1689 anstelle der dort 1620 gebauten Öl- und Mahlmühle errichtet worden, nachdem die Mühle 1648 verlegt worden ist. Ebenfalls 1689 entstand ein neues Rösthaus. 1700 schmolz die Silberhütte ostindische Golderze in einem Stuffpochwerk, welches 1740 abbrannte. Ferner war Elektrolytkupfer ein wichtiges Produkt der Hütte. Das nötige Betriebswasser stammt aus dem 1711 errichteten Hüttenteich.
Im Jahr 1735 entstand eine neue Treibhütte und 1739 wurde eine neue Brennhütte mit neuen Brennöfen errichtet.
Um die Jahrhundertwende vom 19. zum 20. Jahrhundert ging der Bergbau im Harz zur Neige. Weil sich der Bergbau in Altenau nicht mehr lohnte, da die Anfuhr von Brennkohle und Schmelzmaterial erhöhte Kosten verursachten, schmolz die Silberhütte neben Clausthaler und Schulenberger Erze auch Material aus den Gebieten der Gruben Morgenstern (1845) und Haverlahwiese (Salzgitter). Zu den Einrichtungen des Betriebes zählten 1861 vier Rösthäuser, zwei Pochwerke, die Schmelzhütte mit sieben Öfen, das Gebläsehaus, eine Kupferschmelzhütte, eine Frisch und zwei Treibhütten sowie die Vitriolhütte für die Produktion von Kupfervitriol, Elektrokupfer und Schwefelsäure. 1882 erzeugte die Hütte 1407 Tonnen Blei und 6480 Tonnen Quecksilber. 
Im Jahr 1909 schrieb die Silberhütte einen Betriebsverlust von 394.000 Mark. 1911 schloss man die Hütte und entließ die letzten 140 Arbeiter und Angestellten.
Die Abwicklung des Betriebs und der Gebäude fand bis in das Jahr 1920 statt. Verschiedene Interessenten planten etwa 1915 auf dem Gelände eine Zigarrenfabrik, 1916 eine Holzverarbeitende Industrie oder wie 1918 eine Firma aus Berlin, welche auf dem Gelände Minenzünder fabrizieren wollte.
In den Schlackenresten und in dem Umfeld der Silberhütte wurden das Sulfidmineral Mckinstry und das selten vorkommende Arsenatmineral Stranskiit gefunden.

## Eisenhütte
Eine erste Eisenhütte bestand in Altenau bereits vor 1530. Wann diese den Betrieb einstellte, ist unklar. Jedoch muss sich der Zeitpunkt erst nach 1578 befinden, da in einem Schreiben an Herzog Julius vom 31. Januar 1578 die Eisenhütte in Altenau Erwähnung fand. Unterhalb der Silberhütte wurde 1794 eine fiskale Eisenhütte errichtet (heute Flächen des Campingplatzes an der Okertalsperre).51° 49′ 9″ N, 10° 26′ 22″ O. Diesen Platz wählte, man um genügend Aufschlagwasser für drei Wasserräder zu haben, welche das Gebläse der Roheisenproduktion und  Geräte der Schleifwerkstatt antrieben.
Diese Eisenhütte verfügte über einen Hochofen, der Magneteisen, Brauneisen und Roteisen schmolz. Das Erz hierfür kam aus dem Kellwassertal und vom Spitzenberg.
Das in der Eisenhütte gewonnene Roheisen wurde granuliert, um Schwefel in den Silberöfen der Silberhütte aufzunehmen.
1840 erfolgte die administrative Zusammenlegung der Altenauer und der Lerbacher Eisenhütten. Nach der Silberhütte war sie 1867 mit 52 Angestellten der größte Arbeitgeber der Stadt. 1871 wurde der Betrieb der Eisenhütte eingestellt, da das Roteisen zu feinkörnig war und der Transport mangels Bahnanschluss zu teuer wurde. Die Eisenhütte beschäftigte zu jenem Zeitpunkt 30 Arbeiter und Angestellte.

## Gegenwart
In Altenau selbst erinnert der Straßenname „An der Silberhütte“ sowie der Schlackenbrink an die damaligen Anlagen. Ferner stehen noch das Verwaltungsgebäude der Silberhütte, das heute als ein Wohngebäude am Ende der Hüttenstraße genutzt wird, sowie zahlreiche Entsilberungskessel („Bottiche“) im Ortsgebiet, welche heute als Brunnen genutzt werden. Des Weiteren existieren zwei Nebengebäude, eines davon ist das heutige Vereinsheim des FC Altenau und das zweite Gebäude erfährt heute eine Nutzung als Lagergebäude.

### Persönlichkeiten
- Johann Georg Stünkel, Hüttenschreiber und Hütteninspektor
- Georg August Beermann, Hüttenmeister
- Carl Reuß, Forstwissenschaftler, beschäftigte sich mit den Auswirkungen der Hüttendämpfe auf die Natur in Altenau